# Psihologia învățării, memoriei și cunoașterii
Învățarea este un proces activ și de durată ce se desfășoară spontan sau voit. În cadrul acestui proces, psihologia ca știință a adunat multe informații de-a lungul timpului.
Memoria reprezintă un proces complex, de bază al activității umane cu rol de adaptare, creare de legături și sprijin în vederea desfășurării activității psihice la un nivel optim. 
Datorită memoriei ne amintim unde să ne întoarcem acasă, știm cine este mama sau tata nu e necesar să îi întebăm pentru ca apoi să uităm. Tot memoria ne ajută și să realizăm muncile pe care le depunem zilnic.
Formele memoriei sunt voluntară, involuntară, postvoluntară, mecanică, logică, de durată, de scurtă durată și de lungă durată.
Cunoașterea reprezintă activitatea psihică prin care lumea este găsită, înțeleasă, descifrată și dezvoltată. Această cunoaștere se dezvoltă pe mai multe planuri, Putem vorbi mai întâi de cunoașterea emoțională, ce are loc la vârsta 0-2 ani, apoi putem enumera și cunoașterea limbii , a anumitor discipline la școală, cunoaștere a unor locuri, a unor oameni și mai apoi putem enumera autocunoașterea sau cunoașterea de sine.

## Legătura dintre toate aceste procese
Între memorie și învățare este o legătură foarte strânsă, pentru că fără memorie nu am reuși ca să învățăm nimic pentru viitor deoarece am uita. Diferența dintre cunoaștere și învățare este că a doua, are loc prin experiență și prima are loc prin sugestii- adică limbaj descriptiv, interacționare.